# Orenburg

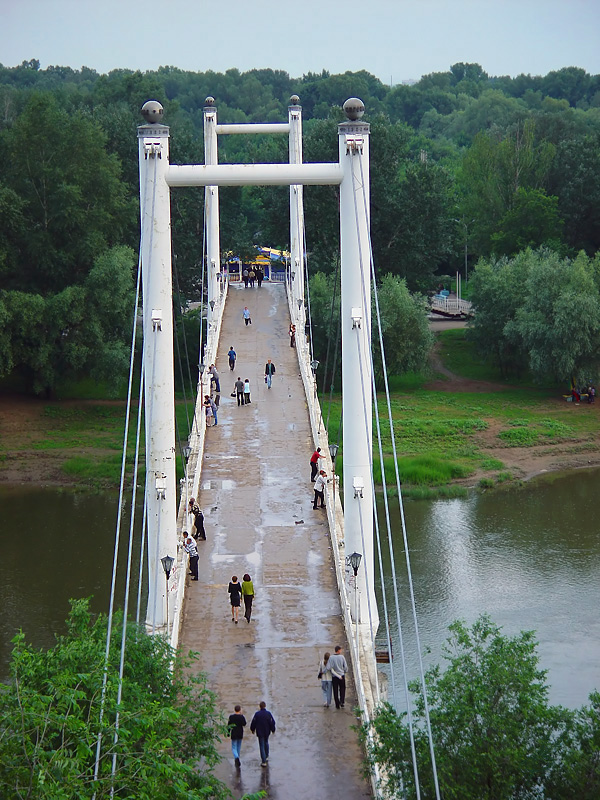
Most dla pieszych nad rzeką Ural w Orenburgu na granicy Europy i Azji

Orenburg (ros. Оренбург, w latach 1938–1957 Czkałow) – miasto obwodowe w zachodniej Rosji. Położone nad rzeką Ural, w jej środkowym biegu przy ujściu Sakmary, na granicy dwóch kontynentów: Europy oraz Azji. 
Miasto zostało założone w 1743 jako twierdza. W latach 1938–1957 na cześć Walerego Czkałowa nosiło nazwę Czkałow.

## Transport
- W mieście znajduje się stacja kolejowa Orenburg.
- Port lotniczy Orenburg
- Orenair – linia lotnicza
- Orenburg Airlines – linia lotnicza

## Sport
- HK Orenburg – seniorski klub hokeja na lodzie
- Biełyje Tigry Orenburg (do 2015), Sarmaty Orenburg (od 2015) – juniorskie kluby hokeja na lodzie
- FK Orenburg (dawniej Gazowik) – klub piłki nożnej
- Nadieżda Orenburg – klub koszykówki kobiet

## Oświata
Orenburski Państwowy Uniwersytet Medyczny został założony w 1944 roku. Jest to uczelnia publiczna, w której w 2014 uczyło się prawie 3600 studentów.
W 1955 roku powstał Orenburski Uniwersytet Państwowy, wcześniej znany jako Orenburski Instytut Politechniczny. Według danych z 2015 roku liczba studentów wyniosła prawie 25 000.
W mieście od 2009 roku działa Orenburgska Suworowska Szkoła Wojskowa.

## Kultura
- Teatr Wschodni (od 1919)[6]
- chusty orenburskie
- Orenburgskiy Teatr Dramy Im. M. Gor'kogo[7]
- Orenburgskiy Gosudarstvennyy Oblastnoy Teatr Kukol[8]
- Teatr lalek P'yero
- Oblastnaya Filarmoniya[9]
- Orenburg State Circus[10]

## Miasta partnerskie
- Chodżent  Tadżykistan
- Orlando  Stany Zjednoczone
- Ufa  Rosja
- Uralsk  Kazachstan

## Gospodarka
W mieście rozwinął się przemysł maszynowy, chemiczny, spożywczy, włók., skórzano-obuwniczy oraz materiałów budowlanych.

## „Eksperyment” na poligonie w Tocku
14 września 1954 roku na położonym 215 km od Orenburga poligonie w Tocku armia radziecka przeprowadziła manewry z użyciem bomby atomowej. O godzinie 9:53 bombowiec Tu-4 zrzucił bombę o mocy 40 kiloton (przeszło dwa razy większej niż zrzucona na Hiroszimę) na teren poligonu, na którym znajdowało się około 45 tys. żołnierzy i więźniów oraz zwierzęta. Bomba eksplodowała na wysokości 350 m nad ziemią, a bezpośrednio po jej wybuchu pododdziały piechoty wspierane przez 600 czołgów, 600 transporterów opancerzonych i 320 samolotów ruszyły w kierunku epicentrum do pozorowanego natarcia. Celem „eksperymentu” przeprowadzonego pod kierunkiem marszałka Żukowa było sprawdzenie zdolności sprzętu i żołnierzy do prowadzenia walki w warunkach wojny jądrowej.
Liczba ofiar manewrów nie jest znana, radzieckie władze fałszowały wpisy w dokumentacji przebiegu służby żołnierzy, ofiarom napromieniowania odmawiano pomocy lekarskiej, a wszyscy mający styczność z „eksperymentem” musieli podpisać zobowiązanie o przestrzeganiu tajemnicy.
Jeszcze dziś zachorowalność w Orenburgu na pewne rodzaje raka jest dwukrotnie wyższa niż wśród ofiar wybuchu w elektrowni czarnobylskiej. Orenburg jest jednym z najbardziej zanieczyszczonych miast w Rosji.

## Ludzie związani z miastem
- Gieorgij Malenkow – radziecki działacz partyjny i państwowy, premier ZSRR
- Leonid Pimonow – polski, francuski i litewski fizyk akustyk, działacz społeczny wywodzący się z rodu Pimonowów, honorowy przewodniczący Naczelnej Rady Staroobrzędowców Rzeczypospolitej.

24 kwietnia 1967 r. w okolicach Orenburgu miała swój finał misja kosmiczna Sojuz 1 zakończona katastrofą w której zginął pilot, kosmonauta Władimir Komarow.